# Perasia textilis
Perasia textilis är en fjärilsart som beskrevs av Achille Guenée 1852. Perasia textilis ingår i släktet Perasia och familjen nattflyn. Inga underarter finns listade i Catalogue of Life.